# イソチオウロニウム

イソチオウロニウム化合物の例であるS-エチルイソチオウロニウムジエチルリン酸

イソチオウロニウム(Isothiouronium)は、化学式[RSC(NH2)2]+（R = アルキル基、アリル基）の官能基であり、チオ尿素の酸塩である。H中心は、アルキル基やアリル基で置換されることもある。構造的に、これらのカチオンはグアニジニウムに似ている。CN2S核は平面状で、C-N結合は短い。

## 合成
これらのカチオンから構成される塩は、通常チオ尿素のアルキル化により得られる。
SC(NH2)2 + RX → [RSC(NH2)2]+X−

## 反応
イソチオウロニウム塩の加水分解により、チオールが生じる。
[RSC(NH2)2]+X− + NaOH → RSH + OC(NH2)2  + NaX
S-メチルイソチオ尿素ヘミ硫酸塩(CAS登録番号: 867-44-7)等の硫黄がアルキル化されたイソチオウロニウム塩は、アミンをグアニジニウム基に変換する。この方法は、1881年に初めて報告したベルンハルト・ラトケの名前に因んで、ラトケ合成(Rathke synthesis)と呼ばれることがある。
RNH2 + [MeSC(NH2)2]+X− → RNC(NH2)2]+X− + MeSH
イソチオウロニウム基を持つキレート樹脂は、溶液中から水銀や白金等の貴金属を回収するのに用いる。